# Earl Cawdor

Wappen des Earl Cawdor

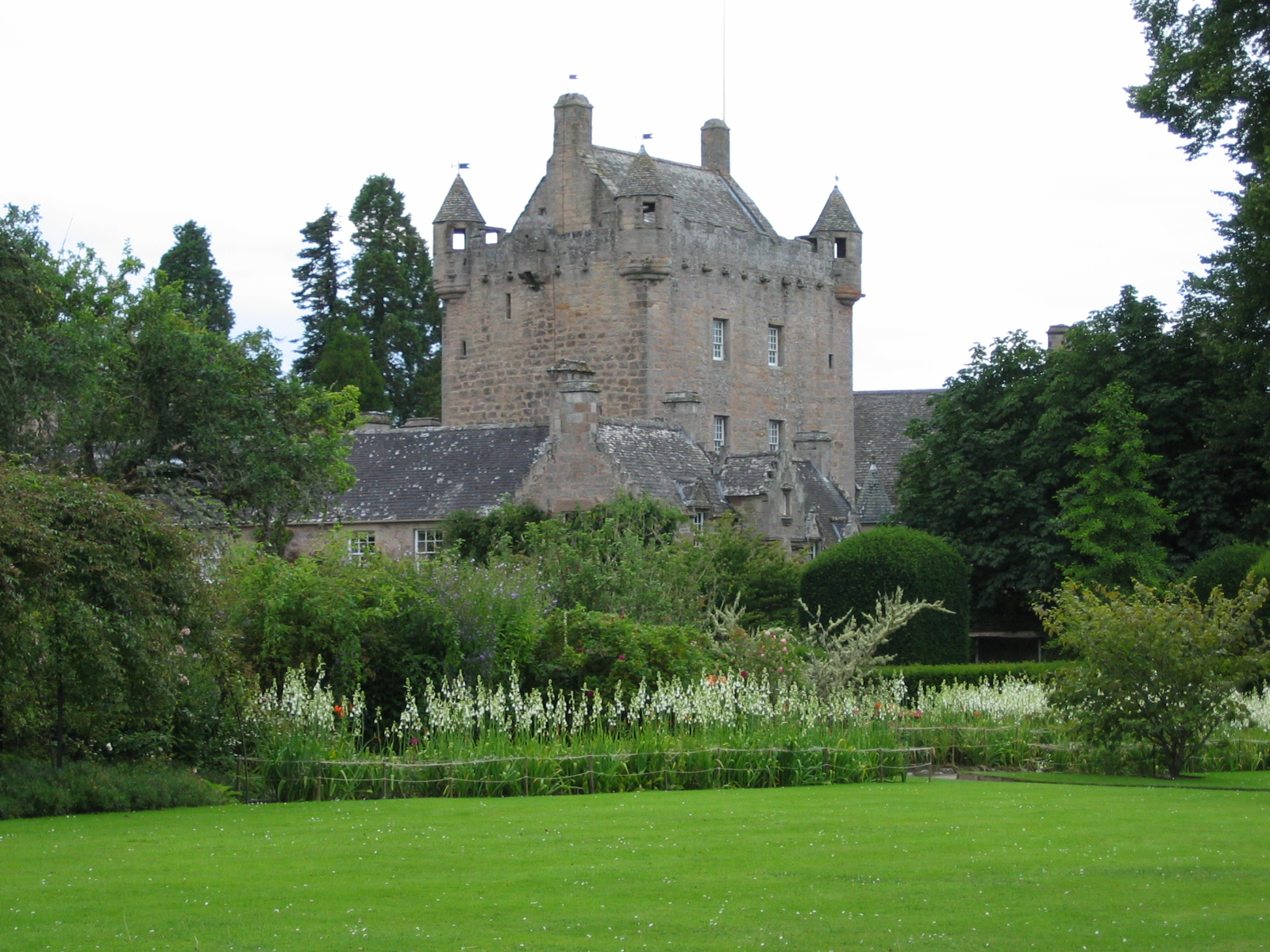
Cawdor Castle

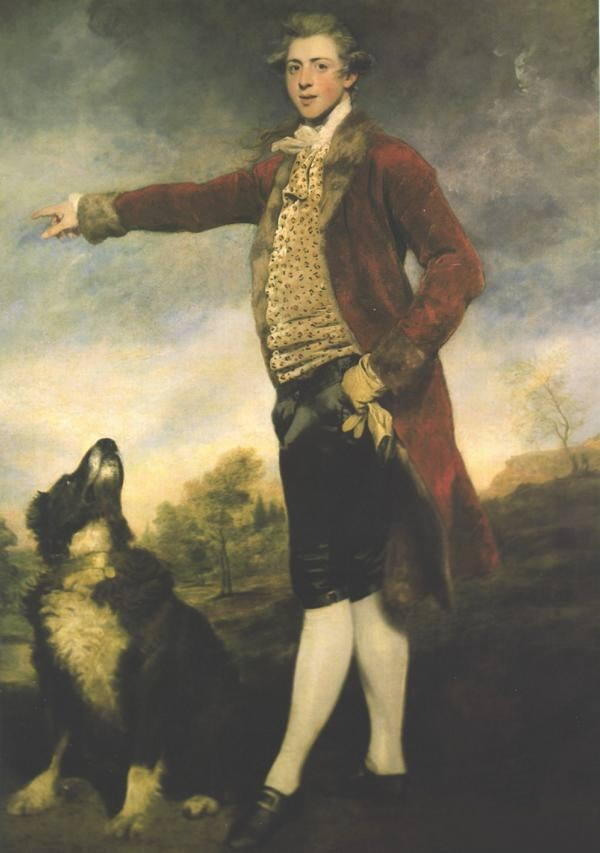
John Campbell, 1. Baron Cawdor

Earl Cawdor, of Castlemartin in the County of Pembroke, ist ein erblicher britischer Adelstitel in der Peerage of the United Kingdom.

## Verleihung und nachgeordnete Titel
Der Titel wurde am 6. Oktober 1827 für den Unterhausabgeordneten John Campbell, 2. Baron Cawdor, geschaffen. Zusammen mit dem Earlstitel wurde ihm auch der nachgeordnete Titel Viscount Emlyn, of Emlyn in the County of Carmarthen, verliehen. Bereits 1821 hatte er von seinem Vater den diesem am 21. Juni 1796 in der Peerage of Great Britain verliehenen Titel Baron Cawdor, of Castlemartin in the County of Pembroke, geerbt. Er war auch 19. Thane of Cawdor.
Die Familie gehört zum Clan Campbell. Stammsitz der Earls ist Cawdor Castle bei Cawdor in Nairnshire.

## Liste der Barone und Earls Cawdor

### Barone Cawdor (1796)
- John Campbell, 1. Baron Cawdor (1753–1821)
- John Campbell, 2. Baron Cawdor (1790–1860) (1827 zum Earl Cawdor erhoben)

### Earls Cawdor (1827)
- John Campbell, 1. Earl Cawdor (1790–1860)
- John Campbell, 2. Earl Cawdor (1817–1898)
- Frederick Campbell, 3. Earl Cawdor (1847–1911)
- Hugh Campbell, 4. Earl Cawdor (1870–1914)
- John Campbell, 5. Earl Cawdor (1900–1970)
- Hugh Campbell, 6. Earl Cawdor (1932–1993)
- Colin Campbell, 7. Earl Cawdor (* 1962)

Titelerbe (Heir Apparent) ist der Sohn des aktuellen Titelinhabers James Campbell, Viscount Emlyn (* 1998).